# Phyllomyia albocingulata
Phyllomyia albocingulata là một loài ruồi trong họ Tachinidae.